# Torneo de Viena 2022
El Erste Bank Open 2022 será un torneo de tenis perteneciente al ATP Tour 2022 en la categoría ATP Tour 500. El torneo tuvo lugar en la ciudad de Viena (Austria) desde el 24 hasta el 30 de octubre de 2022 sobre canchas duras.

## Distribución de puntos
| Modalidad            | Campeón | Finalista | Semifinales | Cuartos de final | 2.ª ronda | 1.ª ronda | Clasificados | 2.ª ronda de clasificación | 1.ª ronda de clasificación |
| Individual masculino | 500     | 330       | 200         | 100              | 50        | 0         | 25           | 13                         | 0                          |
| Dobles masculino     | 500     | 300       | 180         | 90               | –         | –         | 45           | 25                         | 0                          |

## Cabezas de serie

### Individuales masculino
| Tenista            | Ranking | Preclasificado |
| Daniil Medvédev    | 4       | 1              |
| Stefanos Tsitsipas | 5       | 2              |
| Andrey Rublev      | 8       | 3              |
| Taylor Fritz       | 9       | 4              |
| Hubert Hurkacz     | 11      | 5              |
| Jannik Sinner      | 12      | 6              |
| Cameron Norrie     | 14      | 7              |
| Matteo Berrettini  | 16      | 8              |

- Ranking del 17 de octubre de 2022.[2]

### Dobles masculino
| Tenistas                          | Ranking | Preclasificados |
| Rajeev Ram Joe Salisbury          | 3       | 1               |
| Wesley Koolhof Neal Skupski       | 7       | 2               |
| Nikola Mektić Mate Pavić          | 15      | 3               |
| Juan Sebastián Cabal Robert Farah | 30      | 4               |

## Campeones

### Individual masculino
Daniil Medvédev venció a  Denis Shapovalov por 4-6, 6-3, 6-2

### Dobles masculino
Alexander Erler /  Lucas Miedler vencieron a  Santiago González /  Andrés Molteni por 6-3, 7-6(7-1)